# Lijst van rijksmonumenten in Harles
De plaats Harles telt 8 inschrijvingen in het rijksmonumentenregister. Hieronder een overzicht.
| Object                                           | Oorspronkelijke functie? | Bouwjaar                                                    | Architect | Locatie   | Coördinaten?                  | Nr.?  | Afbeelding        |
| ------------------------------------------------ | ------------------------ | ----------------------------------------------------------- | --------- | --------- | ----------------------------- | ----- | ----------------- |
| Hoeve met schuren deels in vakwerk opgetrokken   | Boerderij                | 1842 (hoeve) 18e-19e eeuw (schuur) 18e eeuw (vakwerkgebouw) |           | Harles 1  | 50° 46' 32" NB, 5° 58' 33" OL | 36661 | Meer afbeeldingen |
| Bakstenen hoeve met binnenplaats                 | Boerderij                | 1841                                                        |           | Harles 3  | 50° 46' 35" NB, 5° 58' 39" OL | 36662 | Meer afbeeldingen |
| Boerenhuis van vakwerk met geschoord dakoverstek | Boerderij                | 18e eeuw                                                    |           | Harles 4  | 50° 46' 38" NB, 5° 58' 38" OL | 36663 | Meer afbeeldingen |
| Hoeve, gedeeltelijk van vakwerk                  | Boerderij                | 18e eeuw                                                    |           | Harles 9  | 50° 46' 57" NB, 5° 58' 47" OL | 36664 | Meer afbeeldingen |
| Hoeve van vakwerk en baksteen                    | Boerderij                | 18e eeuw                                                    |           | Harles 12 | 50° 46' 51" NB, 5° 58' 39" OL | 36665 | Meer afbeeldingen |
| Vakwerkhoeve                                     | Boerderij                |                                                             |           | Harles 15 | 50° 46' 52" NB, 5° 58' 37" OL | 36666 | Meer afbeeldingen |
| Vakwerkhuis                                      | Woonhuis                 | 19e eeuw                                                    |           | Harles 18 | 50° 46' 55" NB, 5° 58' 31" OL | 36667 | Meer afbeeldingen |
| Hof                                              | Boerderij                | 1738 (ankerjaartal)                                         |           | Harles 22 | 50° 46' 54" NB, 5° 58' 18" OL | 36668 | Meer afbeeldingen |